# 圣伯多禄堂 (科尔尼利亚)

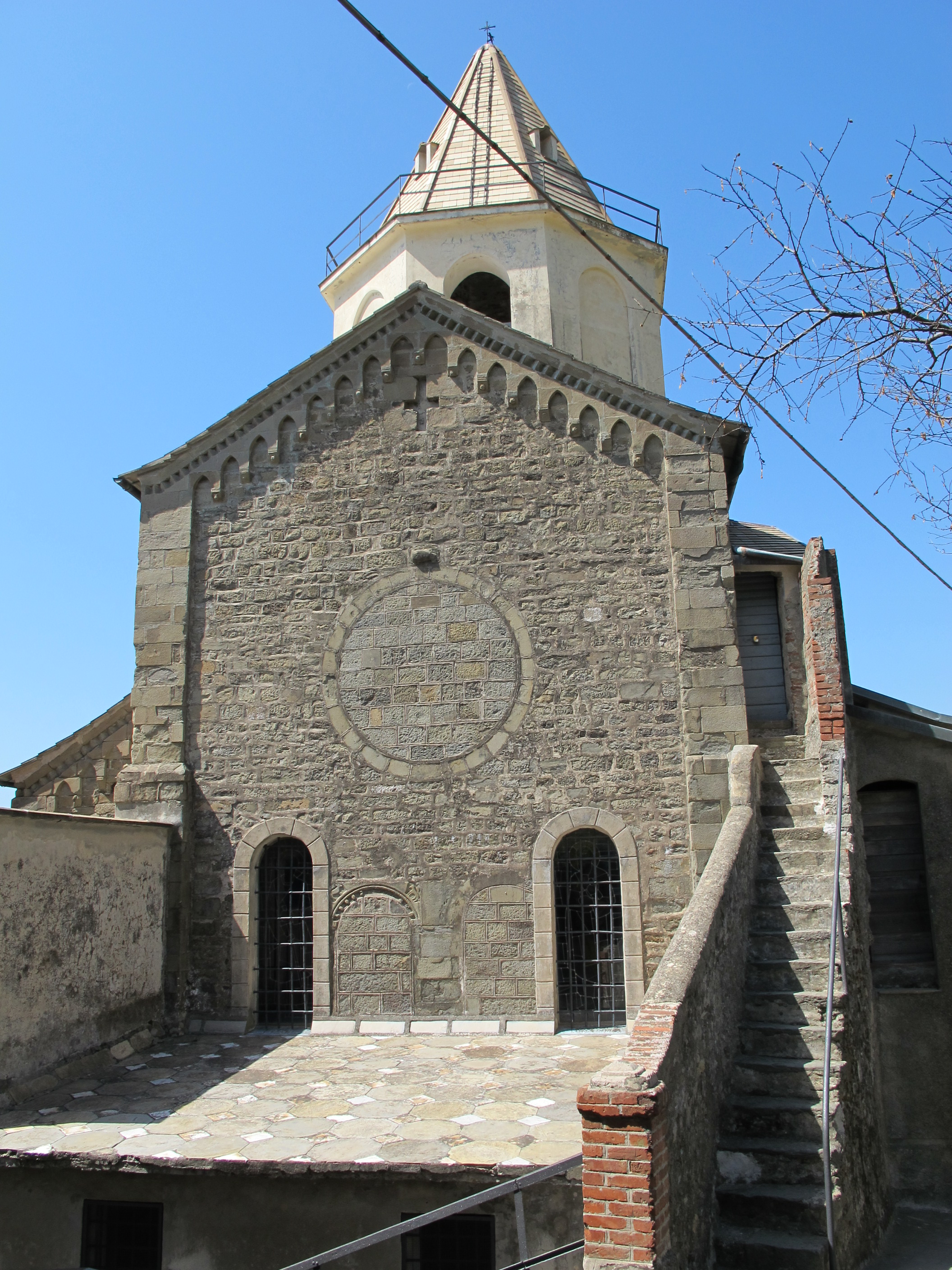

圣伯多禄堂（Chiesa di San Pietro）是意大利利古里亚大区拉斯佩齐亚省五渔村地区韦尔纳扎市镇科尔尼利亚的一座罗马天主教教堂，属于天主教拉斯佩齐亚-萨尔扎纳-布鲁尼亚托教区。
该堂创建于1334年.长20米、宽13米、高13米。该堂外观为哥特式风格，内部则采用巴洛克风格。

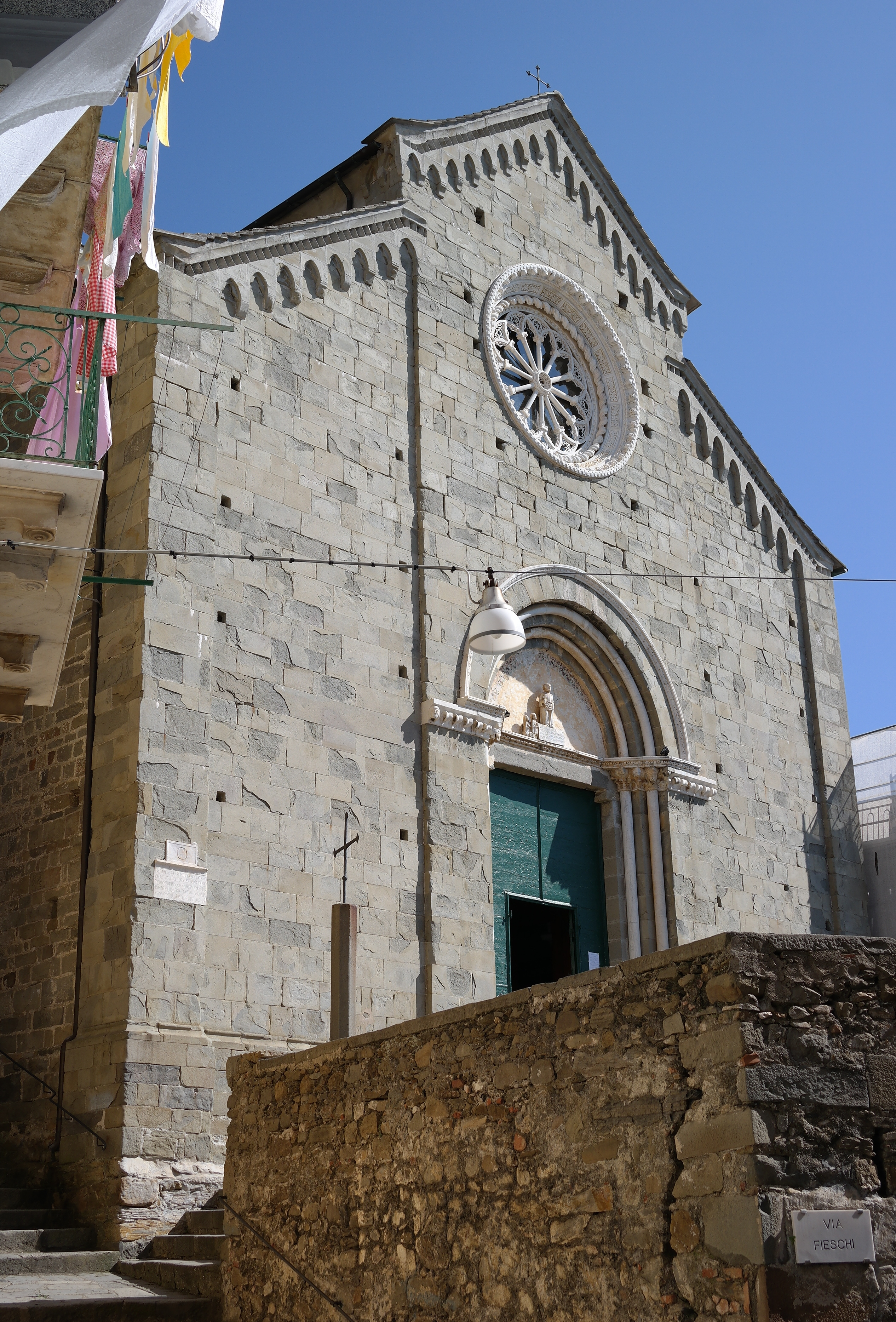
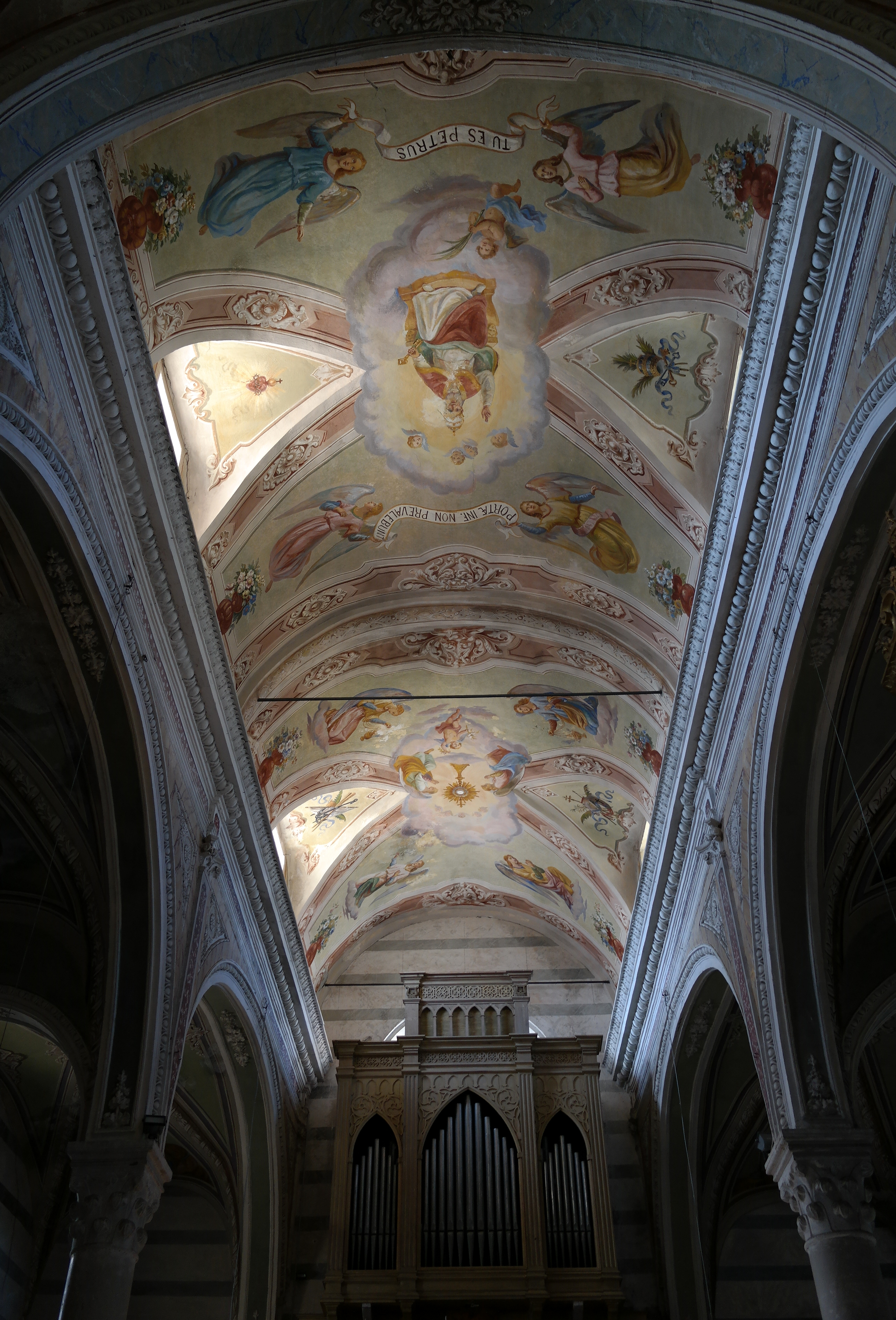
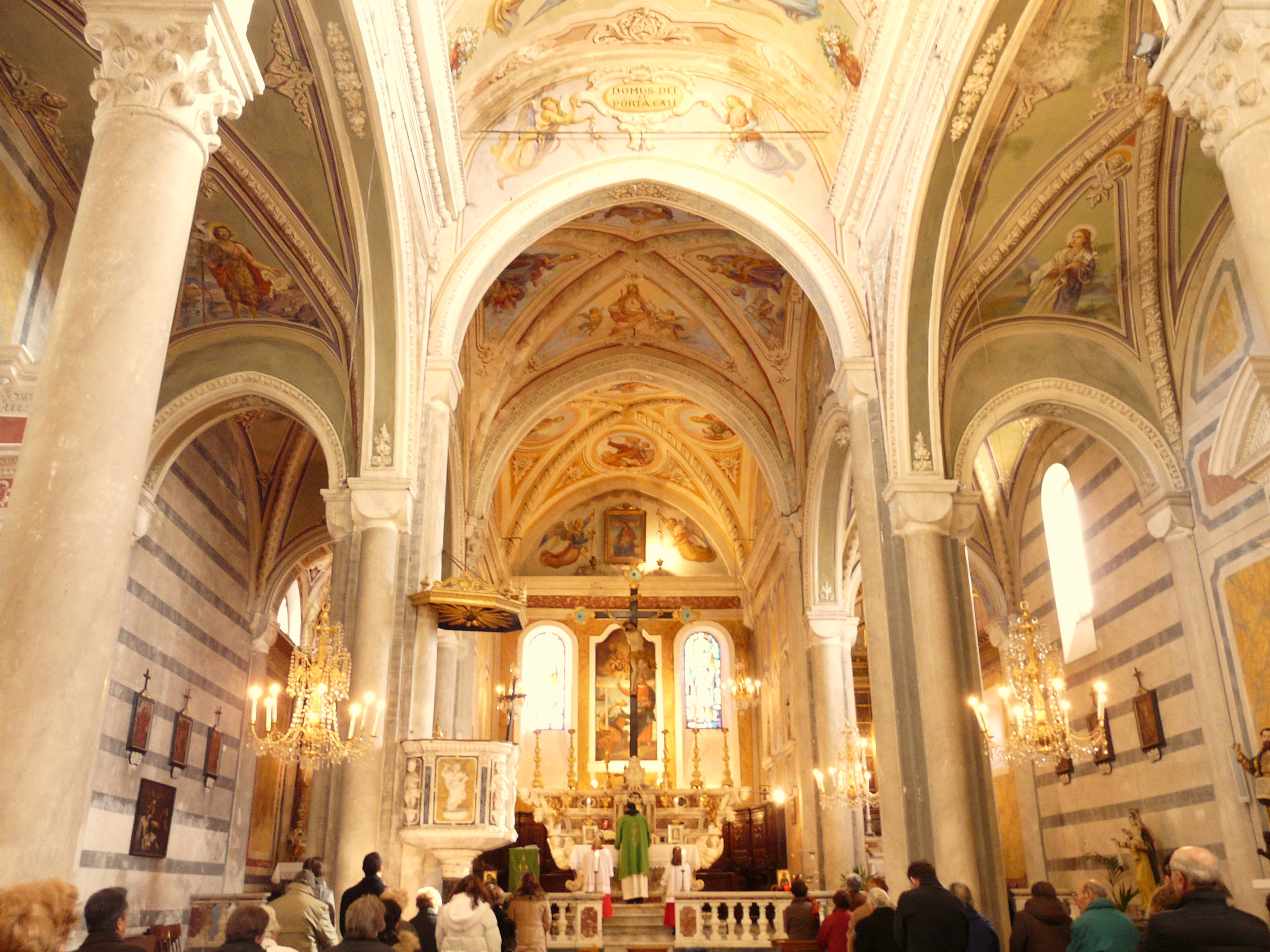
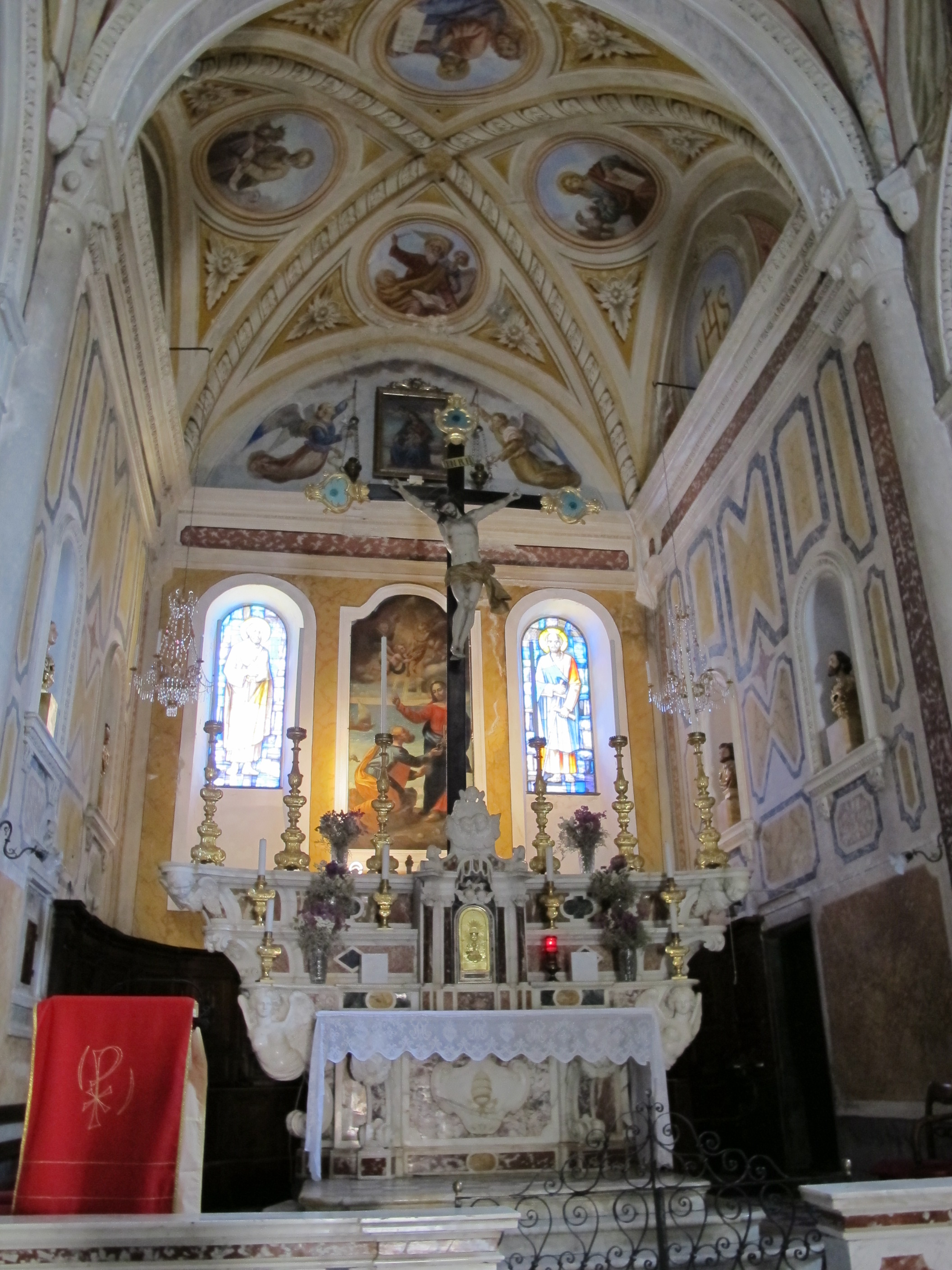

立面使用白色卡拉拉大理石，建于1351年。